# Ole Find Jensen
 For alternative betydninger, se Ole Jensen. (Se også artikler, som begynder med Ole Jensen)
Ole Find Jensen (født 26. februar 1947 i Hornsherred) er en dansk politiker, der i perioden 2007 til 2013 var borgmester i Frederikssund Kommune, valgt for Socialdemokraterne.
Jensen er uddannet folkeskolelærer og har været ansat ved Ågerup Skole i Holbæk Kommune.
Han blev medlem af Jægerspris Kommunalbestyrelse i 1990 og overtog i 1998 borgmesterposten. Efter strukturreformen blev han borgmester i den nye Frederikssund Kommune. Han har bl.a. været bestyrelsesmedlem i Vestforbrænding og medlem af den forberedende bestyrelse i Movia.